# ちびっこ吸血鬼シリーズ
ちびっこ吸血鬼シリーズ（ちびっこきゅうけつきシリーズ、Der Kleine Vampir）は、ドイツのアンゲラ・ゾンマー・ボーデンブルクによる児童文学作品である。ジャンルは吸血鬼が登場する作品でありながらホラー小説ではなく、ファンタジー小説に属する。世界30ヶ国以上で翻訳され、ドラマ化、映画化もされた。
1979年から2015年まで、全21巻が刊行された。
別日本語題リトルバンパイア。

## 概要
ドイツが舞台の、人間の子供と吸血鬼の子供の交流を描いた物語。
吸血鬼が登場する話でありながらいわゆる他の吸血鬼ものの作品とは異なり、人が襲われるシーンなどミステリーやホラーの要素がほとんど無い。人間と吸血鬼との間における、友情や恋愛が物語の中心となっている。また、吸血鬼を狙う墓守や庭師などが恐ろしい存在として描かれているのも特徴である。
シリーズ全体で時間が進んではいるが、基本的には一巻完結のストーリーである。

## 刊行
1979年、第1巻 Der Kleine Vampir がロヴォールト書店から刊行された。以降、Der Kleine Vampir で始まるタイトルで続刊し、1988年までに8巻まで刊行された。
1989年から1993年、9巻から16巻までがC・ベルテルスマン書店から Anton und der kleine Vampir（仮訳: アントンとちびっ子吸血鬼）として刊行された。それらは、2000年から2001年にロヴォールト書店から、タイトルを Der Kleine Vampir から始まるように改題して再刊された。
2001年から2015年、17巻から21巻がロヴォールト書店から刊行され、完結した。
日本では1987年から1999年、くもん出版から16巻まで発行された。2006年から2007年、リニューアル版が『リトルバンパイア』とシリーズ名を改題し、13巻まで発行された。最終5巻は未訳である。

## あらすじ
ホラーやミステリーが大好きな男の子、アントンがひとりで留守番をしていると、窓に人影が。その正体は吸血鬼の子供、「ちびっこ吸血鬼」のリュディガーだった。それからリュディガーは頻繁にアントンの部屋の窓に現れるようになり、リュディガーの妹のアンナも加えて冒険をしたり、トラブルに巻き込まれたりしながら心を通わせていく。
親友は吸血鬼、ガールフレンドも吸血鬼というアントンの日々を綴った物語。

## 主な登場人物

### 主人公たち
アントン・ボーンザック
吸血鬼の本を読むのが大好きな、人間の男の子。ボーンザック家の一人息子。リュディガーやアンナと知り合い、様々な騒動を引き起こす。
リュディガー・フォン・シュロッターシュタイン
アントンの部屋の窓に現れた「ちびっこ吸血鬼」。他のシュロッターシュタイン家の吸血鬼とともに共同墓所に住む。コウモリに変身できるようだが、アントンの前では変身した姿をほとんど見せない。子供だが既に立派な吸血鬼の牙が生えている。
アンナ・イルムガルト・フォン・シュロッターシュタイン
「歯なしのアンナ」。リュディガーの妹で、まだ吸血鬼の牙が生えておらずミルクを飲んでいる。チーズなど乳製品も食べられるようである。ただし、物語の進行とともに牙が成長している。アントンをとても気に入っているが、しばしば吸血鬼になるよう勧めることにアントンは困っている様子。読書が趣味のようで、よくアントンと本を交換している。

### ボーンザック家
お父さん
運送業者の会社員。アントンの吸血鬼話を全く信じておらず、よくアントンを冷やかしている。リュディガーとアンナには好感を持っているらしい。
お母さん
学校の先生。お父さんと同じく吸血鬼をまるで信じておらず、アントンが吸血鬼に夢中になっていることに困っているようである。リュディガーとアンナのことも気味悪がっている。

### 学校
ウド
アントンを馬鹿にしている上級生。くいしんぼうで単純な性格。
ヴィオラ
14巻でアントンのクラスにやって来た転校生。オルガにそっくりなため、リュディガーはなんとか彼女と仲良くなろうと、アントンに協力を求める。
フリーゲンシュナイダー
アントンの学校の算数・生物の先生。14巻では担任に代わって、アントンたちのクラスを林間学校に連れて行っている。

### 吸血鬼たちを狙うもの
ハンス・ハイリンリッヒ・ガイヤーマイヤー
「墓守ガイヤーマイヤー」。ヨーロッパで初の吸血鬼のいない墓地を作ろうとしている墓守。顔はドブネズミにそっくり。朝から晩までニンニクを食べ、常に木の杭とハンマーを持ち歩いているため、吸血鬼たちからとても恐れられている。
エルンスト・アルベルト・カギマワールマン
4巻で登場。「たまご事件」の犯人捜しをする、クライン・オルデンビュッテルの村医者。村の合唱団の指揮者も務めている

### 共同墓所の吸血鬼（シュロッターシュタイン家）
ルンピ・フォン・シュロッターシュタイン
「力持ちのルンピ」。リュディガーとアンナのお兄さんで大柄な吸血鬼。声変わり中だったり、癇癪をおこしやすかったりするのは思春期に吸血鬼になった為とのこと。ルンピはアントンに親しく接しているが、アントンはルンピが怖くて近づけない。
ドロテーおばさん
アントンが最も恐れている吸血鬼。一族一貪欲で、アンナを襲おうとしたこともあるらしい。
ザビーネ・フォン・シュロッターシュタイン
「恐怖のザビーネ」。シュロッターシュタイン家で最初の吸血鬼。リュディガーとアンナのおばあちゃん。
ヴィルヘルム・フォン・シュロッターシュタイン
「荒くれ者のヴィルヘルム」。リュディガーとアンナのおじいちゃんでザビーネの夫。ザビーネが吸血鬼になった翌年、同じく吸血鬼になった。
ルートヴィヒ・フォン・シュロッターシュタイン
「すごうでのルートヴィヒ」。リュディガーとアンナのお父さん。ヒルデガルトと結婚した時には既に吸血鬼だった。
ヒルデガルト・フォン・シュロッターシュタイン
「すいたがりやのヒルデガルト」。リュディガーとアンナのお母さん。吸血鬼と知らず、ルートヴィヒと結婚。自分も吸血鬼になることに・・・。
テオドール・フォン・ザイフェンシュバイン
ドロテーおばさんの夫。ガイヤーマイヤーに杭を打たれ、絶命した。

### ヤンマー谷の吸血鬼
イエルク
「気みじかのイエルク」。ルンピの友達。吸血鬼のメンズクラブを作り、ボウリング大会を開催する。「いいにおい大賞」受賞歴あり。

### トランシルバニアの吸血鬼
オルガ・フォン・ザイフェンシュバイン
リュディガーが熱を上げている「ちびっこ吸血鬼」で、そばかすが印象的なお嬢様。ドロテーおばさんの姪。吸血鬼一族一の美女と言われている。5巻で共同墓地を訪れた際、アントンとも友達になる。
ブラジウス・フォン・ザイフェンシュバイン
オルガの父。伯爵。トランシルヴァニアの恐怖の一夜で吸血鬼狩りにあい絶命。
ブルーンヒルデ・フォン・ブレッダーツァーン
ブルーンヒルデ大おばさん。シュロッターシュタイン一族とは別にトランシルヴァニアに残っていた吸血鬼。耳が悪く、補聴器を使っている。
ドラキュラ伯爵
16巻で登場する、吸血鬼一族から尊敬を集める吸血鬼の祖先。不気味な目から人間に催眠術をかける能力をもつ。

### その他
プーフォーゲル
アントンの住むマンションの住人。リュディガーの棺おけを地下室にかくまった際、アントンに「かびくさい」と文句を言ってくる。
ギフティヒ
「グレーテルおばさん」。アントンたちがグロース・オルデンビュッテル行きの列車で会った夫人で、親切だけれどもそそっかしい。
ヘリング夫人
4巻で登場。クライン・オルデンビュッテルの農家夫人。
ヘルマン・ヘリング
ヘリング夫妻の息子。ヨハンナの兄。
ヨハンナ・ヘリング
ヘリング夫妻の娘。ヘルマンの妹。本を貸してくれたりと、アントンには好感を持っている様子。
ツウゲントハフト
フロイデン谷にあるペンションの女主人
庭師シュッパーマウル
きれい好きで穏やかな性格をしている墓地の庭師。ガイヤーマイヤーの助手だが、ルンピと仲良くなる。
ユルゲン・シュヴァルテンフェーガー
「シュヴァルテンフェーガー先生」。ボーンザック家かかりつけの診療所の先生。精神科医師。結婚生活相談所・児童心理研究所を開いている。
イグノー・フォン・ラント
謎の吸血鬼。

## 作品中の用語
シュロッターシュタイン家
ザビーネを始祖とする吸血鬼の一族。リュディガーたち兄弟もこの家の子供たちである。
ハート形の墓石
シュロッターシュタイン家一人一人にある墓石。棺おけは共同墓所に移されているため、下には今は何も無い。アントンはここで、シュロッターシュタイン家面々の死亡年に、ある法則があることに気づく。
カビール・エレガンティ
アンナが愛用する、ヒルデガルド手作りの香水。おめかしをする際に大量にふりかけるがアントン曰く、何かが腐ったような強烈な匂いとのこと。
吸血鬼のマント
穴だらけで棺おけの匂いがする、黒い布。羽織ることで人間のアントンでも空を飛ぶことができる。

### 作品中の地名
共同墓所
墓地の奥にある共同墓所。中にほら穴があり、シュロッターシュタイン家一族は各々の墓から自分の棺おけをここへ運び、一緒に暮らしている。
クライン・オルデンビュッテル
ボーンザック一家が4巻で休暇を過ごした農村。
ヤンマー谷
オオカミ男がうろつくと噂される、街のはずれにある谷。大きな廃墟があり、ここに吸血鬼たちが集まりパーティーをする。
トランシルヴァニア
吸血鬼たちの故郷。

## 日本語版

### ちびっこ吸血鬼シリーズ
Der Kleine Vampir の日本語版としてくもん出版から発行されたシリーズ。A5サイズ。リトルバンパイアシリーズの発売により、既に発行は終了している。
川西芙沙訳、ひらいたかこ絵。
第1巻『ちびっこ吸血鬼はミステリーがお好き』（ISBN 9784875763185）
アントンが一人で留守番をしていると部屋の窓に人影が。その正体は「ちびっこ吸血鬼」のリュディガーだった。
第2巻『ちびっこ吸血鬼のひっこしそうどう』（ISBN 9784875763192）
リュディガーが人間のアントンと仲良くしていることが共同墓地で問題となり勘当されてしまった。アントンはリュディガーを地下室にかくまう為、両親が地下室に入ろうとするのを必死で食い止める。
第3巻『ちびっこ吸血鬼のあぶない変身旅行』（ISBN 9784875763208）
リュディガーが、アントンの旅行先にこっそりついて行くことになった。棺おけを包装して隠しながら列車に乗り込んだのだが、はたして無事に目的地までたどり着けるのか？
第4巻『ちびっこ吸血鬼のかいぶつ農場』（ISBN 9784875763215）
アントンの旅行先についてきたリュディガーは農場に隠れて生活する中、「たまご事件」をおこしてしまう。異変に気づいた村人たちは吸血鬼狩を開始。リュディガーは逃げきれるのか？
第5巻『ちびっこ吸血鬼はロマンスなお年頃』（ISBN 9784875763222）
トランシルヴァニアの城からオルガがやって来た。リュディガーは彼女に夢中になり、なんとか気を引こうとするがオルガはどうもアントンが気に入ったらしい。
第6巻『ちびっこ吸血鬼のきけんがいっぱい』（ISBN 9784875763239）
共同墓所が、まちの美化計画で公園にされることになった。アントンは共同墓所を守ろうと大奮闘する。
第7巻『ちびっこ吸血鬼とアドベンチャー休暇』（ISBN 9784875764304）
ヤンマー谷で、アントンはお父さんとキャンプをすることになった。ところが突然、お父さんの悲鳴が聞こえて・・・。
第8巻『ちびっこ吸血鬼のぶきみな廃墟の夜』（ISBN 9784875765325）
「シュロッターシュタイン家の年代記」は吸血鬼にしか読めない文字で書いてある。リュディガーに読んでもらおうと、アントンはヤンマー谷へ向かうが、そこで待っていたのはリュディガーではなかった。
第9巻『ちびっこ吸血鬼の暗くなるまでまって』（ISBN 9784875766063）
アントンが診療所へ行くと、患者の中に時代遅れの優雅な身なりをしている男が。そこでアントンはこの男の正体が吸血鬼だと確信する。でもなぜ吸血鬼が診療所に？
第10巻『ちびっこ吸血鬼のカーニバルはおどる』（ISBN 9784875766735）
墓地の庭師、シュヌッパーマウルが吸血鬼のカーニバルを開いてくれることに。アントンはアンナに誘われて夜の墓地に向かうが、そこには茂みに黒い服の男が隠れていた。
第11巻『ちびっこ吸血鬼のひみつの診察室』（ISBN 9784875768050）
リュディガーは日光恐怖症の治療に夢中。ところがアントンに「おまえのつきそいなんかいらない」と言って大ゲンカになってしまう。
第12巻『ちびっこ吸血鬼とおんぼろ屋敷のなぞ』（ISBN 9784875768982）
ふうしんにかかり、ぽつぽつだらけのアントンは学校をお休み。でもこれは謎の吸血鬼、イグノー・フォン・ラントの秘密を探るチャンス。そう思ったアントンは、イグノーの隠れ家へ向かった。
第13巻『ちびっこ吸血鬼の婚約指輪はおあずけ!?』（ISBN 9784875768999）
婚約式も決定し、ドロテーおばさんはますますイグノーに夢中。でも、どうもイグノーの様子がおかしい。
第14巻『ちびっこ吸血鬼の林間学校は恋のときめき』（ISBN 9784774301303）
アントンのクラスに転校生がやって来た。名前はヴィオラ、なんとオルガに瓜二つ。リュディガーは彼女となんとか仲良くなりたくて、アントンに協力を求める。
第15巻『ちびっこ吸血鬼のクリスマスはどきどき気分』（ISBN 9784774302270）
クリスマスの夜、お母さんの提案で、リュディガーとアンナをアントンの家に招待することになる。そこへルンピがプラスチックのツリーをどこかから盗んできて騒動に。
第16巻『ちびっこ吸血鬼のようこそ吸血鬼のふるさとへ』（ISBN 9784774303130）
リュディガーとアンナが突然、故郷のトランシルヴァニアへ帰ってしまった。アントンは両親を、夏休みの旅行でトランシルヴァニアへつれて行くことに成功するが・・・。

### リトルバンパイア シリーズ
2006年より新装版として「ちびっこ吸血鬼」のB5サイズのソフトカバー版が発行。その際タイトルは「リトルバンパイア」となり、サブタイトルも全て変更されている。巻末の訳者あとがきも削除された。ただし内容にはほとんど変更がなく、挿絵もひらいたかこのものがそのまま使われている。
2007年の13巻以来、刊行が中断している。「ちびっこ吸血鬼」で発行されなかった17〜21巻までの刊行は未定である。
第1巻『リトルバンパイア1 リュディガーとアントン』（ISBN 9784774311197）
第2巻『リトルバンパイア2 地下室のかんおけ』（ISBN 9784774311203）
第3巻『リトルバンパイア3 きけんな列車旅行』（ISBN 9784774311210）
第4巻『リトルバンパイア4 モンスターの巣くつ』（ISBN 9784774311227）
第5巻『リトルバンパイア5 魅惑のオルガ』（ISBN 9784774311234）
第6巻『リトルバンパイア6 悪魔のなみだ』（ISBN 9784774311494）
第7巻『リトルバンパイア7 ぶきみなヤンマー谷』（ISBN 9784774311500）
第8巻『リトルバンパイア8 ひみつの年代記』（ISBN 9784774311517）
第9巻『リトルバンパイア9 あやしい患者』（ISBN 9784774311524）
第10巻『リトルバンパイア10 血のカーニバル』（ISBN 9784774311531）
第11巻『リトルバンパイア11 真夜中の診察室』（ISBN 9784774312132）
第12巻『リトルバンパイア12 清澄館のなぞ』（ISBN 9784774312149）
第13巻『リトルバンパイア13 まぼろしの婚約指輪』（ISBN 9784774312156）

## ドラマ・映画
ちびっこ吸血鬼シリーズは世界的に人気があり、カナダ・ドイツでドラマ化、アメリカでは映画化されている。ドラマは日本では放送されておらず、DVDやVHSも輸入されていないが一部はYouTubeでの視聴が可能である。

### DER KLEINE VAMPIR
1985年実写化の第一弾で、カナダのエドモントンで撮影。台詞は全て英語だが、ドイツ語に吹き替えられた上でドイツでも放送された。原作の1巻と2巻に相当する。1話約30分で全13話の構成。ルンピ役にカナダ国内の人気バンドDark Roomのボーカル、Jim Grayを起用。主題歌の「They can see in the dark」も彼が歌っている。
キャスト
- リュディガー：Joel Dacks
- アンナ：Marsha Moreau
- アントン：Christopher Stanton
- ルンピ：Jim Gray
- ガイヤーマイヤー：Gert Frobe

スタッフ
- 監督：Rene Bonniere

主題歌
- 「They can see in the dark」/Dark Room

### DER KLEINE VAMPIR Neue Abenteuer
1993年ドイツで制作されたシリーズで、原作の3巻と4巻に相当する。キャストを一新し全てドイツ人で構成されている。前作と同じく、1話約30分で全13話の構成。原作と本シリーズでは、主役三人の身長に差があまり無い（原作はちびっこ吸血鬼の2人が小さい）、ガイヤーマイヤーの恰幅が良すぎる、アントンが眼鏡をかけているなどの点が異なるが、明るい作風が人気のシリーズとなっている。
キャスト
- リュディガー：Jan Steilen
- アンナ：Lena Bayer
- アントン：Matthias Ruschke
- ガイヤーマイヤー：Marian Labuda

スタッフ
- 監督：Christian Gorlitz

主題歌
- 「Scholotterstein-Hymne」/Die Prinzen ※「シュロッターシュタイン賛歌」の意

### THE LITTLE VAMPIR （日本語版：リトル・ヴァンパイア）
2000年にハリウッドで映画化されたもので、トニー（アントン）役にスチュアート・リトルのJonathan Lipnicki、アンナ役にナルニア国物語のAnna Popplewellも出演している。物語の舞台をスコットランドとし、キャラクターの名前を英語圏系に変更、物語も大幅に改変されているアナザーストーリーである。なお、この映画は日本語音声、日本語字幕版がDVDとVHSで発売されている。
ストーリー
カリフォルニアからスコットランドの学校に転校してきた9歳の男の子トニーは、ある事件をきっかけにヴァンパイアのルドルフと友達になる。そして二人のヴァンパイアを人間に戻すことができるという魔法のペンダント探しが始まるのであった。
スタッフ
- 監督：Uli Edel

キャスト
- トニー（アントン）：ジョナサン・リプニッキ（日本語吹替：間宮くるみ）
- ルドルフ（リュディガー）：ロロ・ウィークス（瀧本富士子）
- アンナ：アナ・ポップルウェル（？？？？）

## 参考資料・外部リンク
- リトルバンパイアシリーズ特集 ※くもん出版サイト内 新装版についての特集ページ
- アンゲラ・ゾンマー・ボーデンブルク公式サイト（英語・独語）
- ドイツ版ドラマ　DER KLEINE VAMPIR Neue Abenteuer